# Бондін Юрій Миколайович
Ю́рій Микола́йович Бо́ндін (нар. 1946) — генеральний директор ДП "Науково-виробничий комплекс газотурбобудування «Зоря́»-«Машпрое́кт», (2002); член виконкому Миколаївської міської ради.

## Життєпис
Народився 16 грудня 1946 (м. Білгород-Дністровський, Одеська область).
Освіта: Миколаївський кораблебудівельний інститут (1975), «Технологія і обладнання зварювального виробництва».
1963-65 — токар, Союзне проектне бюро «Машпроект». 1965-68 — служба в армії. 1969-73 — слюсар, газозварювальник, 1973-77 — секретар комітету комсомолу, 1977-82 — заступник голови комітету профспілки, 1982-84 — заступник начальника виробничо-диспетчерського відділу, 1984-87 — начальник виробництва товарів народного вжитку, 1987-93 — заступник генерального директора з побуту і соціальних питань, 1993 — заступник генерального директора з фінансів та економіки, 1993-98 — директор з фінансів та економіки, 1998—2001 — 1-й заступник генерального директора-директор з фінансів та економіки, 2001 — ген. директор, ВО «Зоря». 2001-02 — в.о. генерального директора, ДП "Науково-виробничий комплекс газотурбобудування «Зоря»-«Машпроект». Член Ради підприємців при Кабінеті Міністрів України (11.2002-04.04). Довірена особа кандидата на пост Президента України Віктора Януковича в ТВО № 130 (2004-05).

## Нагороди
- Заслужений машинобудівник України.
- Академік Інженерної академії України, член-кореспондент Міжнародної кадрової академії.
- Герой України (з врученням ордена Держави, 18.05.2004).
- Лауреат Державної премії України в галузі науки і техніки (2006).
- Почесний громадянин міста Миколаєва (2009).
- Відзнака Президента України — ювілейна медаль «20 років незалежності України» (19 серпня 2011)[1]